# Ingeborg de Danemark (1878-1958)
Pour les articles homonymes, voir Ingeborg de Danemark.
Ingeborg de Danemark (Ingeborg Charlotte Caroline Frederikke Louise), princesse de Danemark et d'Islande puis, par son mariage, duchesse consort de Västergötland, est née à Copenhague le 2 août 1878 et décédée à Stockholm le 12 mars 1958. Membre de la maison de Glücksbourg, elle est la fille du roi Frédéric VIII de Danemark et de la princesse Louise de Suède, ainsi que l'épouse du prince Charles de Suède.
Parmi ses descendants, on retrouve cinq souverains européens : ses petits-fils les rois Harald V de Norvège, Baudouin et Albert II de Belgique, ainsi que ses arrière-petits-fils le grand-duc Henri de Luxembourg et le roi Philippe de Belgique.

## Biographie

### Famille et jeunesse

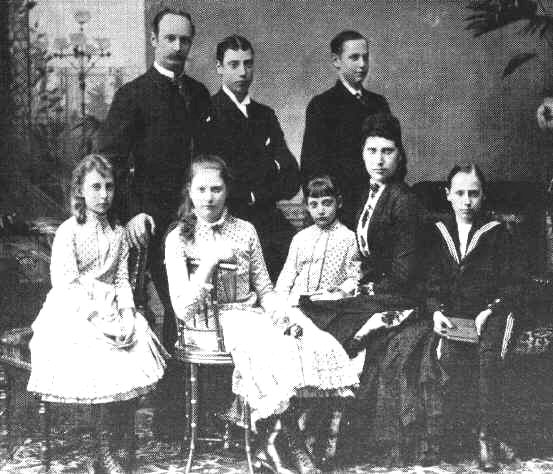
La princesse Ingeborg (à gauche) avec ses parents et ses frères et sœurs en 1885.

Petite-fille du roi Christian IX de Danemark, surnommé le « beau-père de l’Europe », la princesse Ingeborg voit le jour le 2 août 1875 à la résidence d'été de ses parents, le palais de Charlottenlund, située sur les rives du détroit d'Øresund à 10 kilomètres au nord de Copenhague sur l'île de Seeland au Danemark. Elle est le cinquième enfant du prince héritier Frédéric de Danemark et de la princesse Louise de Suède. Son père est le fils aîné du roi Christian IX de Danemark et de la princesse Louise de Hesse-Cassel, et sa mère est la fille unique du roi Charles XV de Suède et de la princesse Louise des Pays-Bas.

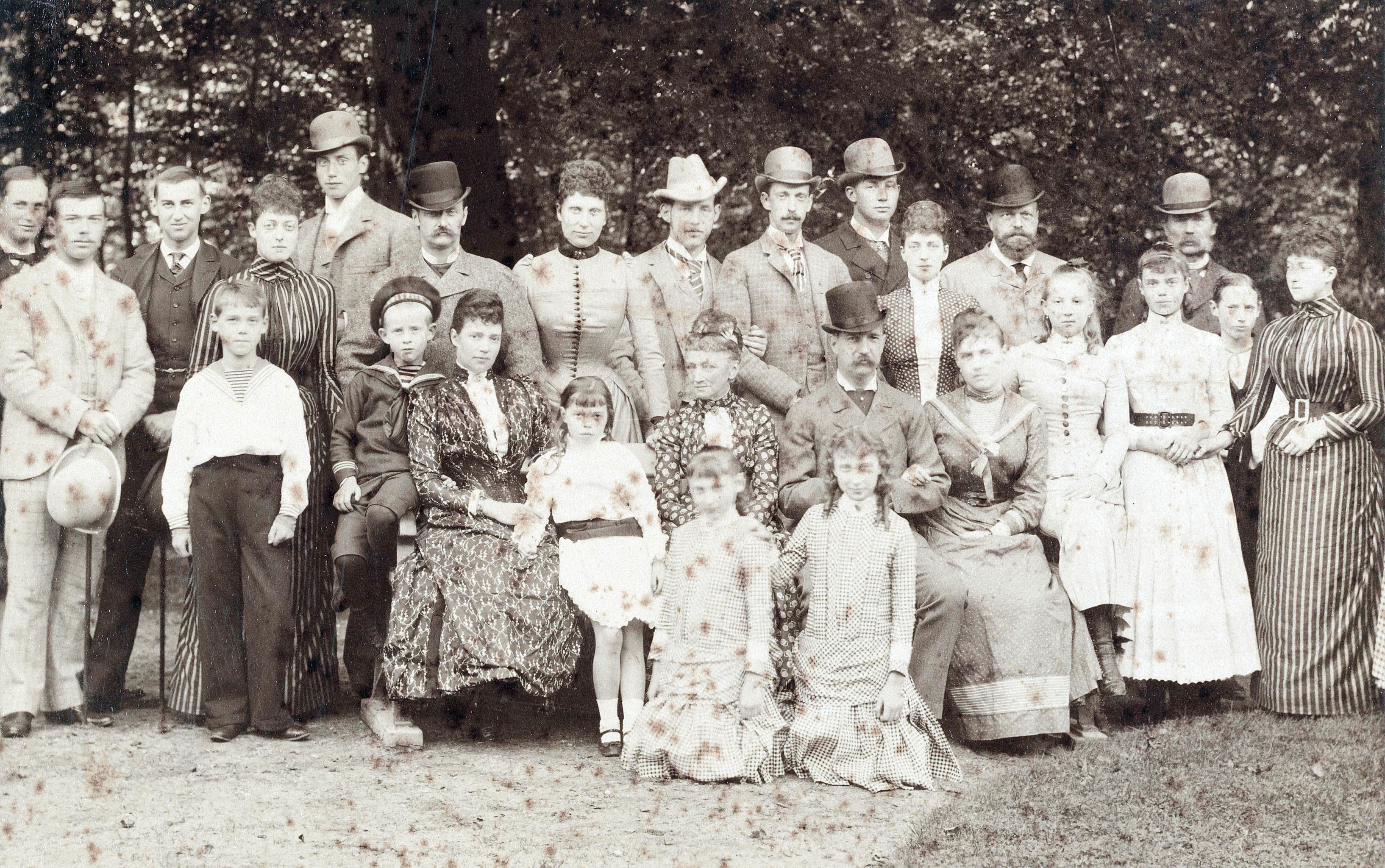
La princesse Ingeborg (assise par terre à droite) avec sa famille paternelle à Fredensborg en 1889.

La princesse Ingeborg, de son nom de baptême Ingeborg Charlotte Caroline Frederikke Louise,, en tant que petite-fille en lignée masculine d'un monarque danois et fille d'un prince héritier danois, porte dès sa naissance le titre de princesse de Danemark avec la qualification d'altesse royale.
La princesse Ingeborg a quatre frères et trois sœurs, dont Christian qui succède à leur père sur le trône danois en 1912 et Charles qui devient roi de Norvège sous le nom de Haakon VII en 1905,. L'enfant grandit aux côtés de ses parents et ses frères et sœurs au palais Frédéric VIII, situé au palais d’Amalienborg, résidence principale de la famille royale de Danemark dans le quartier de Frederiksstaden au centre de Copenhague, et au palais de Charlottenlund, leur résidence d'été au nord de la ville.
Contrairement à la pratique habituelle de l'époque, où les enfants royaux sont élevés par des gouvernantes, les enfants sont élevés par la princesse héritière Louise elle-même. La princesse Ingeborg et ses frères et sœurs reçoivent une éducation privée à dominance chrétienne, caractérisée par la sévérité, l'accomplissement des devoirs, les soins et l'ordre. La princesse Ingeborg devient une jeune femme amicale, insouciante et vive d'esprit.

### Fiançailles et mariage

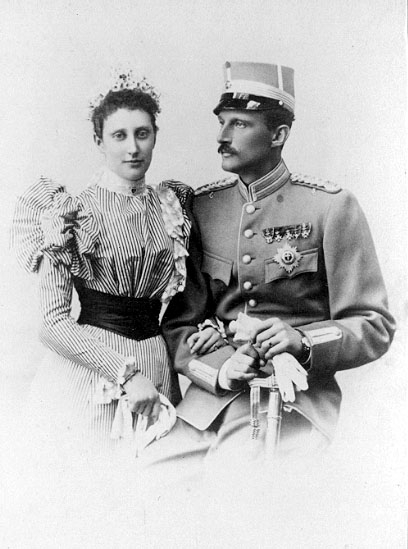
La princesse Ingeborg et le prince Charles en 1897.

Il est connu depuis longtemps du grand public que la princesse héritière Louise souhaite marier une de ses filles à un membre de la famille royale suédoise. En mai 1897, la princesse Ingeborg est fiancée à l'âge de dix-huit ans au cousin de sa mère, le prince Charles de Suède, duc de Västergötland, fils cadet du roi Oscar II de Suède et de Norvège, et la princesse Sophie de Nassau. L'alliance est arrangée. Lors des noces d'or du couple en 1947, son mari déclare que leurs pères ont arrangé le mariage et Ingeborg elle-même ajoute : « J'ai épousé un parfait inconnu ! ». Bien que leur mariage soit arrangé, le résultat est tout à fait conforme à l'aspiration personnelle de la princesse qui, après le mariage, déclare : « J'ai prié Dieu pendant toute une année pour avoir Carl ».
Le mariage a lieu le 27 août 1897 à la chapelle royale du palais de Christiansborg au centre de Copenhague. Parmi les invités figurent des membres des familles royales danoise et suédoise, ainsi que les tantes de la mariée, l'impératrice douairière de Russie et la princesse de Galles. Une fois la célébration du mariage terminée, le couple de jeunes mariés embarque sur le yacht royal danois, le Dannebrog, à destination de Lübeck et passe leur voyage de noces en Allemagne.
De cette union sont issus :

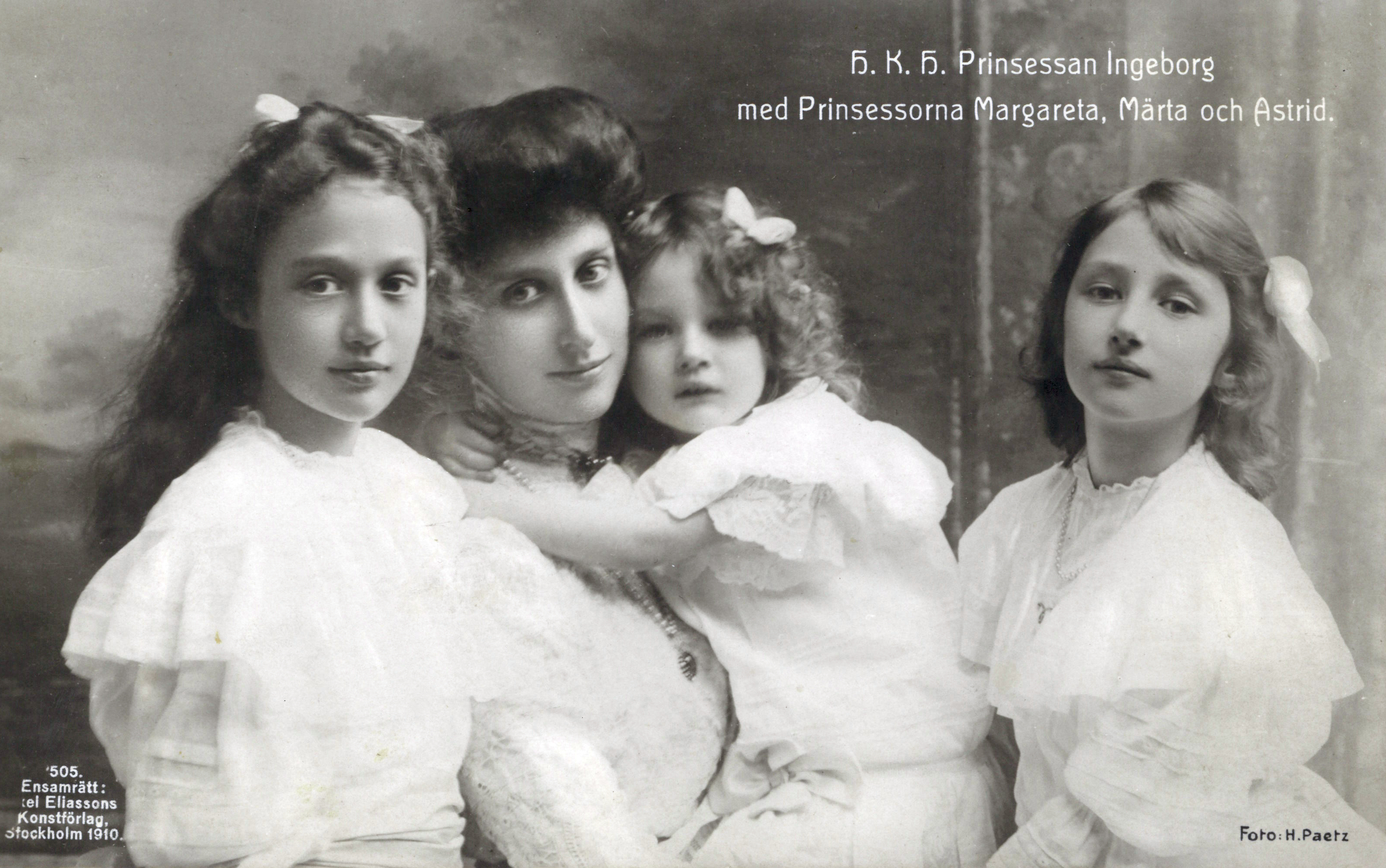
La princesse Ingeborg et ses filles en 1910.

- Marguerite de Suède (née à Stockholm le 25 juin 1899 et morte à Gentofte le 4 janvier 1977), elle épouse à Stockholm le 22 mai 1919 le prince Axel de Danemark, d'où postérité ;
- Märtha de Suède (1901-1954), elle épouse en 1929 Olav V de Norvège, d'où postérité ;
- Astrid de Suède (1905-1935), elle épouse en 1926 Léopold III de Belgique, d'où postérité ;
- Carl de Suède (né à Stockholm, le 10 janvier 1911 et mort à Malaga, le 27 juin 2003), il épouse la comtesse Elsa von Rosen, divorce en 1951 et se remarie la même année avec Ann Margareta Larsson, et divorce en 1961. Il se marie une troisième fois avec Kristine Rivelsrud.

La famille mène une vie harmonieuse et est connue sous le nom de « la famille heureuse ». Le couple vit une vie de famille informelle et intime avec leurs enfants. Les enfants reçoivent une éducation simple et sont censés apprendre les tâches ménagères : ils reçoivent, par exemple, un vrai four dans leur maison de jeu, sur lequel ils cuisinent de vrais plats. Ingeborg est admirée pour sa gestion des difficultés économiques rencontrées lorsqu'une banque dans laquelle ils ont investi s'est effondrée en 1922 et qu'ils ont dû vendre leur maison . Elle est représentée dans de nombreux magazines comme le symbole de l'épouse et de la mère idéale et est pendant de nombreuses années le membre le plus populaire de la maison royale.

### Princesse de Suède
Dès son arrivée en Suède, le mariage est considéré comme positif par le grand public car Ingeborg est la petite-fille du roi populaire Charles XV. On dit d'elle que de toutes les princesses étrangères mariées dans la maison royale suédoise, elle est peut-être la plus adaptée pour être reine consort de Suède, et pendant ses dix premières années en Suède, elle agit comme tel. En effet, de 1897 à 1907, la reine Sophie de Nassau assiste rarement aux événements publics et la princesse héritière Victoria de Bade passe la plupart de son temps à l'étranger pour des raisons de santé. La princesse Ingeborg se voit ainsi confier davantage de fonctions publiques, remplissant officieusement une grande partie du rôle associé à la reine consort à la cour suédoise. Elle est perçue comme ayant exercé ses fonctions de représentation avec une combinaison de dignité et de convivialité décontractée, et elle attire un large cercle social grâce à son esprit. Ingeborg est également appréciée de la famille royale et de la population en Suède pour ses manières joyeuses, humoristiques et informelles. Le roi Oscar II l'appelle le « petit rayon de soleil » de la famille. Sa belle-sœur, la princesse héritière Victoria, n'approuve cependant pas son caractère informel et remarque un jour : « On n'entre pas dans la chambre de la princesse héritière de Suède sans frapper, même si l'on est la princesse Ingeborg ».

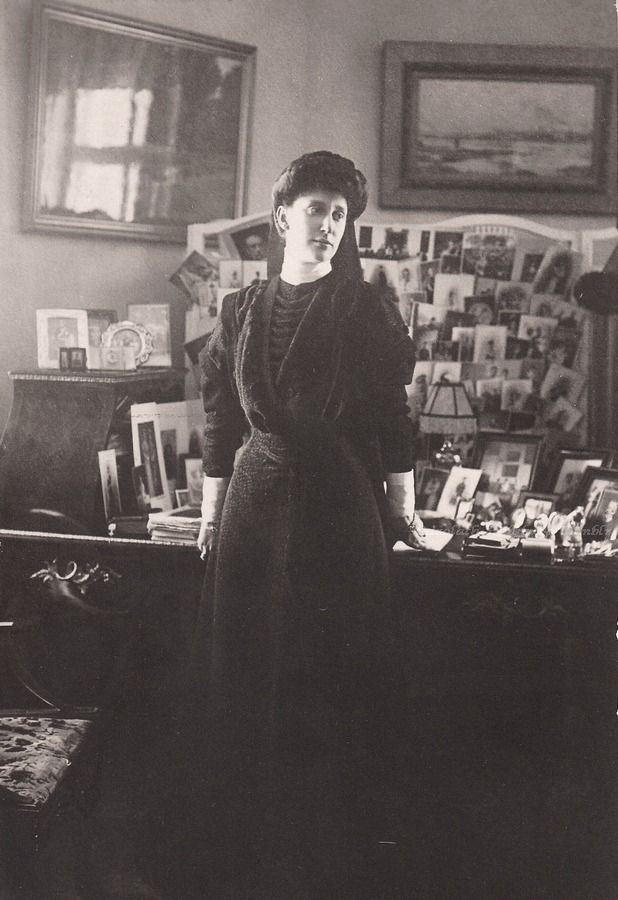
Ingeborg en deuil dans les années 1900.

Ingeborg s'intéresse au sport, en particulier au patinage, et lors de l'exposition automobile de Stockholm en 1903, elle et le prince héritier Gustave font un voyage de démonstration spontané en Scanie. En 1908, elle accompagne en Russie le neveu de son mari, le prince Guillaume, à son mariage avec sa cousine au second degré la grande-duchesse Maria Pavlovna.
En 1905, le gouvernement norvégien envisage de faire de Charles et Ingeborg le roi et la reine de Norvège, mais le prince décline l'offre et c'est finalement le frère de la princesse qui est élu monarque de Norvège. La parenté d'Ingeborg avec les dynasties scandinaves contribue à rapprocher à nouveau les trois maisons royales après les tensions créées par la sécession de la Norvège en 1905. Politiquement, Ingeborg a des sympathies démocrates et libérales et n'aime pas les conservateurs, opinions qu'elle exprime lors de la crise gouvernementale de 1918. Elle déteste la politique du cabinet conservateur d'Hammarskjöld, critique la presse conservatrice et considère la démission du cabinet libéral-social-démocrate de 1918 comme un désastre qu'elle commente de ces mots : « Cela ne doit pas arriver ! Non non non ! ».

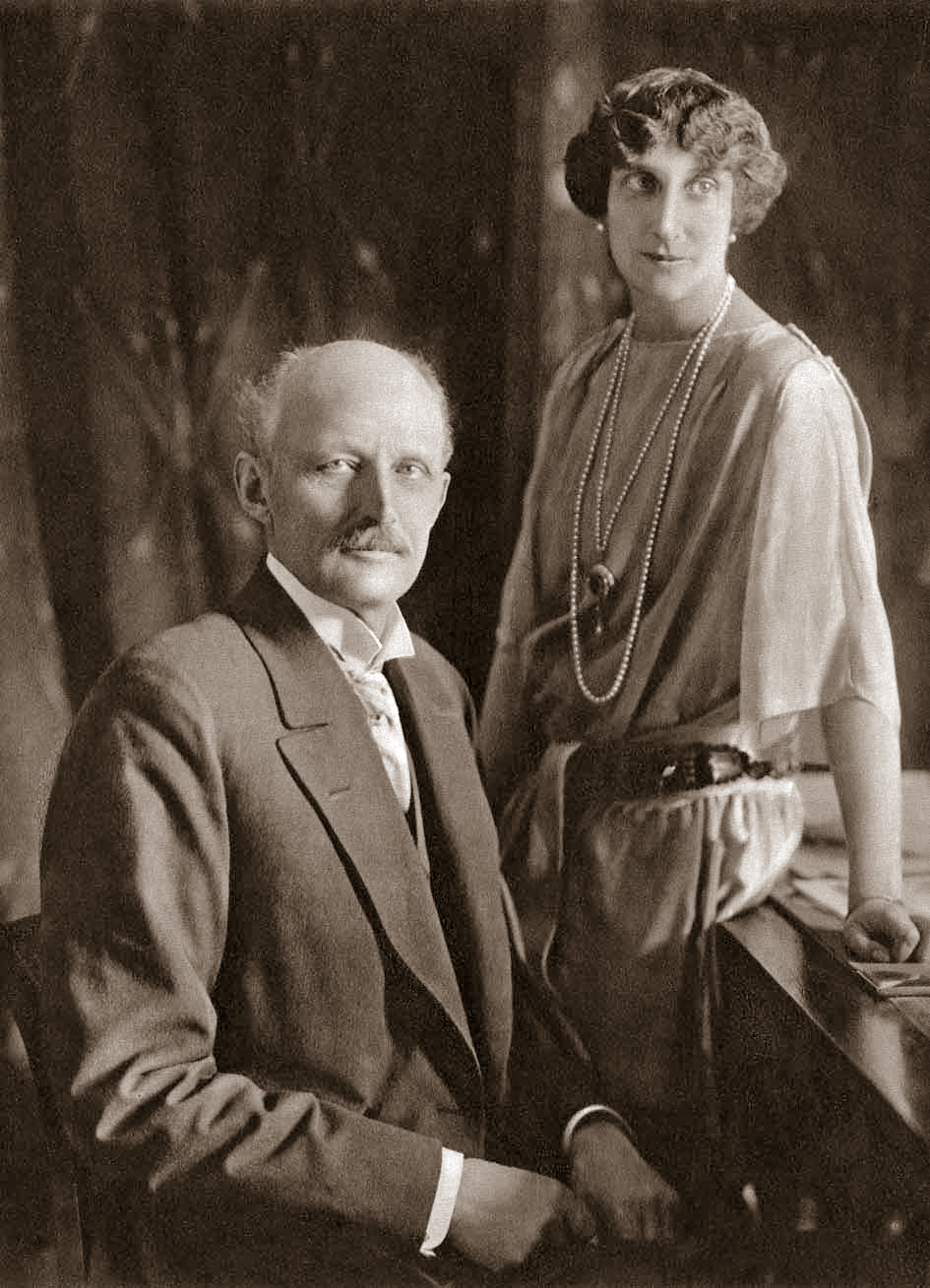
Le prince Charles et la princesse Ingeborg en 1926.

Pendant la Seconde Guerre mondiale, elle manifeste publiquement son hostilité à l'Allemagne nazie en bloquant la fenêtre de sa maison qui fait face à l'ambassade d'Allemagne à Stockholm.
La princesse Ingeborg meurt le 12 mars 1958 et est inhumée dans le cimetière royal d'Haga situé à Solna. La plupart de ses bijoux sont hérités par la famille royale de Norvège qui les porte régulièrement.

## Titres et honneurs

### Titulature
- 2 août 1878 — 27 août 1897 : Son Altesse Royale la princesse Ingeborg de Danemark.
- 27 août 1897 — 26 octobre 1905 : Son Altesse Royale la princesse Ingeborg de Suède et de Norvège, duchesse de Västergötland.
- 26 octobre 1905 — 24 octobre 1951 : Son Altesse Royale la princesse Ingeborg de Suède, duchesse de Västergötland.
- 24 octobre 1951 — 12 mars 1958 : Son Altesse Royale la princesse Ingeborg de Suède, duchesse douairière de Västergötland.

### Honneurs
- 17 mai 1908 : dame grand-croix de l'ordre de Sainte-Catherine
- 22 mars 1952 : dame de l’ordre des Séraphins
- Dame de l'ordre de l'Éléphant[16]
- Dame grand-cordon de l'ordre de la Charité[17]

### Armes
Les armoiries de la princesse Ingeborg sont exposées dans l’église de Riddarholmen :
Parti, en 1 coupé d'or, cantonné en chef d'azur, à trois couronnes d'or (de Suède moderne) et d'azur à trois barres ondées d'argent, au lion couronné d'or, brochant sur le tout (de Suède ancien), en 2 de gueules, au lion couronné d'or, tenant dans ses pattes une hache danoise d'argent, emmanchée du second (de Norvège ancien) à la demi-croix de Saint-Eric, en pointe taillé de sable et d'or, au lion de l'un-en-l'autre, armé et lampassé de gueules, accompagné de deux étoiles à 6 raies d'argent sur le sable (Västergötland) sur-le-tout d'or, à neuf cœurs de gueules, posés en trois pals, à trois lions léopardés d'azur, armés et lampassés de gueules, couronnés du champ, brochant sur-le-tout.